# Höh (Lüdenscheid)
Höh ist die Bezeichnung eines Stadtteils im statistischen Bezirk 10 (Bierbaum / Höh / Hellersen) der Kreisstadt Lüdenscheid im westlichen Sauerland, Nordrhein-Westfalen. Der Stadtteil liegt am West- und Nordhang eines gleichnamigen Berges. Ortsteil, Berg und statistischer Bezirk liegen im Südosten des zusammenhängend bebauten Stadtgebietes und an der Grenze zum stark bewaldeten Außenbereich. Seit 2010 werden auch die südwestlich gelegenen Weiler Brenscheid sowie Homert und der Stadtteil Piepersloh mit zum statistischen Bezirk 10 (Bierbaum / Höh / Hellersen) gezählt.

## Geschichte
Die bereits 1313 erstgenannten sogenannten Steinberger Höfe an der Höh waren spätestens seit 1585 Bestandteil der städtischen Feldmark. Somit gehörte der Bereich trotz seiner zur Innenstadt relativ peripheren Lage stets zur Stadt Lüdenscheid und nicht zur umgebenden Gemeinde Lüdenscheid-Land. Die Bezeichnung Steinberger Höfe verweist darauf, dass die Kuppe der Höh als Steinbruch genutzt wurde, und dies eventuell bereits seit dem Mittelalter. Im Zweiten Weltkrieg dienten damals dort noch vorhandene Stollen als Fluchtort bei drohenden Luftangriffen, wovon insbesondere aus bombardierten Städten Evakuierte Gebrauch machten. Stollen und Gelände wurden später bei einer Nutzung als Mülldeponie verfüllt und dann für die Internationale Kunststoffhausausstellung in den frühen 1970er Jahren größtenteils planiert und terrassiert. Eine historische Topographische Karte von 1921 (vgl. Abb.) lässt das seinerzeitige Steinbruchgelände erkennen. Auf der Südwestseite des Berges ist bis heute eine Bruchsteinstützmauer mit Schienenresten einer Lorenbahn erkennbar.
Der historische Verbindungsweg von Lüdenscheid in Richtung Herscheid und Plettenberg dürfte seit jeher im Norden des Berges Höh verlaufen sein und ihn östlich seiner höchsten Kuppe überwunden haben. 1832 wurde eine regelmäßige Postkutschenverbindung von Lüdenscheid über Herscheid nach Plettenberg eingerichtet und 1846/1847 die heutige Herscheider Landstraße über etwa 15 km bis in den Nachbarort als Chaussee ausgebaut. Das heißt, es fand eine Befestigung nach den seinerzeit neuesten Erkenntnissen des Straßenbaus und eine Bepflanzung mit einer Allee statt. Der Verlauf der den Stadtteil Höh nördlich begrenzenden Straße ist seither gleich geblieben, wie auch die Topographische Karte von 1921 belegt, und die Allee zwischen Bräucken und Paulmannshöh blieb bis heute erhalten, wenn auch mit überwiegend nachgepflanzten Baumexemplaren. Südöstlich der Bergkuppe erfolgte jedoch Mitte der 1970er Jahre ein teils mehrspuriger Ausbau als Autobahnzubringer, wozu größere Aufgrabungen und hier eine Fällung der Allee vorgenommen wurden. Dort, wo die Herscheider Landstraße ihren höchsten Punkt an der Höh überwindet, befand sich seit dem 19. Jahrhundert eine Postkutschenstation. Das zugehörige Gasthofsgebäude erhielt später einen Saalanbau und war als Gaststätte Wiebusch lange ein beliebtes Ausflugsziel. Mit dem erwähnten Straßenausbau ging die Attraktivität des ursprünglich markant auf der Kuppe gelegenen und von mächtigem Baumbestand umgebenen Gasthofes jedoch verloren. Noch in den 1970er Jahren erfolgte die Schließung und Ende der 1980er/Anfang der 1990er Jahre der Abriss des traditionsreichen Gebäudes (vgl. auch Topographische Karte von 1921). Die Fläche wurde dann mit beziehungslos angeordneten und gestalteten Reihenhäusern besetzt.

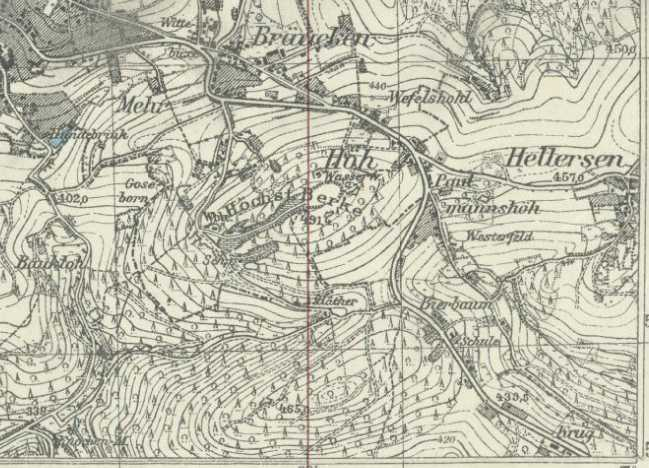
Topographische Karte von 1921, Bereich Höh und angrenzende Ortslagen

Bis Mitte der 1920er Jahre fanden sich weitere Wohngebäude im heutigen Stadtteil Höh nur ganz vereinzelt westlich am Zufahrtsweg zum Steinbruch, dem heutigen Höher Weg. Davon existiert u. a. bis heute auf Höhe der Einmündung der Scharnhorststraße ein allerdings stark umgestaltetes ehemaliges Bauernanwesen. Dabei dürfte es sich zumindest um den Standort eines der historischen Steinberger Höfe handeln. Westlich und östlich des Steinbruchgeländes entstanden jedoch bereits kurz nach 1900 Wasserhochbehälter zur Speisung der städtischen Druckrohrleitungen (vgl. auch Topographische Karte von 1921). Die weitere Bebauung des Stadtteiles Höh begann 1924 mit Errichtung der noch vorhandenen Zeile von Reihen- und Doppelhäusern an der Südseite der Herscheider Landstraße östlich der Einmündung des Höher Weges. Nach Einrichtung der Garnison Lüdenscheid in den 1930er Jahren folgten östlich bis zur Einmündung der zeitgleich angelegten Gneisenaustraße und nördlich von dieser mehrere zweigeschossige Mietshäuser. Hierbei handelte es sich ursprünglich um Wohngebäude für Angehörige der in Lüdenscheid stationierten Soldaten („Soldatenhäuser“). Die weitere Bebauung an Höher Weg, Gneisenau- und Scharnhorststraße erfolgte dann überwiegend erst in den 1950er Jahren. Dabei stellte die Errichtung der evangelischen Auferstehungskirche als neues städtebauliches Zentrum des Quartiers einen Höhepunkt dar. Anlage und Bebauung der Bonhoefferstraße geschahen mit deutlichem zeitlichen Abstand erst seit den 1970er Jahren. Dazu wurde ein Abschnitt der ursprünglich am Höher Weg beginnenden Straße Am Hundebrink aufgegeben. Diese stellte vor dem Durchbau der Talstraße bis zum Bräucken die Hauptverbindung des Bereiches Höh mit dem Bauckloh und dem Elspetal samt Schloss Neuenhof dar.

### Erschließung mit der Eisenbahn
Lt. einem Plan vom 1. April 1913 sollte an der heutigen Hauptverkehrskreuzung Bräucken sogar ein "Bahnhof Bräucken" für die Eisenbahn entstehen. Bis heute ist dieses Gebiet von Lüdenscheid nie von der Eisenbahn erschlossen worden. Zu dieser Zeit war die Umgebung um das heutige Bräuckenkreuz fast noch nahezu unbebaut gewesen. Man kann auf der Karte aus dieser Zeit noch deutlich den ehemals ländlichen Charakter der Umgebung ersehen.

### Internationale Kunststoffhausausstellung IKA
Von 1971 bis 1975 fand auf der planierten Kuppe des Berges Höh die Internationale Kunststoffhausausstellung Lüdenscheid („IKA“) statt. Die „IKA’71“ sollte zeigen, dass Kunststoff durchaus einen großen Teil anderer Baumaterialien ersetzen könnte. Das Gelände umfasste eine Fläche von 70.000 Quadratmetern. In drei Monaten sollte die Ausstellung rund 300.000 Besucher nach Lüdenscheid locken. Neben den futuristisch wirkenden Häusern mit den Namen wie „Rondo“, „Futuro“ oder „Orion“, auf Stelzen oder in einem Bassin schwimmend, bildete die gigantische Traglufthalle auf dem Gelände das Herzstück der „IKA’71“. 4.000 Menschen fanden in der Halle Platz. Begünstigt durch die immense Größe der Halle gab es mehrere große Live-Konzerte darin. Die erhofften Zuschauermengen blieben allerdings aus und die Refinanzierung des Projektes scheiterte. Die Gebäude wurden nach der Ausstellung fast vollständig abgerissen und ihre Flächen der Natur wieder zur Regeneration überlassen. Heute erinnern nur noch einige mit Bäumen bewachsene Betonfundamente an die ehemalige Ausstellung, und das Gelände ist nun zu einem stadtnahen grünen Areal geworden. Außerdem bietet sich von dort heute immer noch ein hervorragender Rundblick über das Lüdenscheider Stadtgebiet.

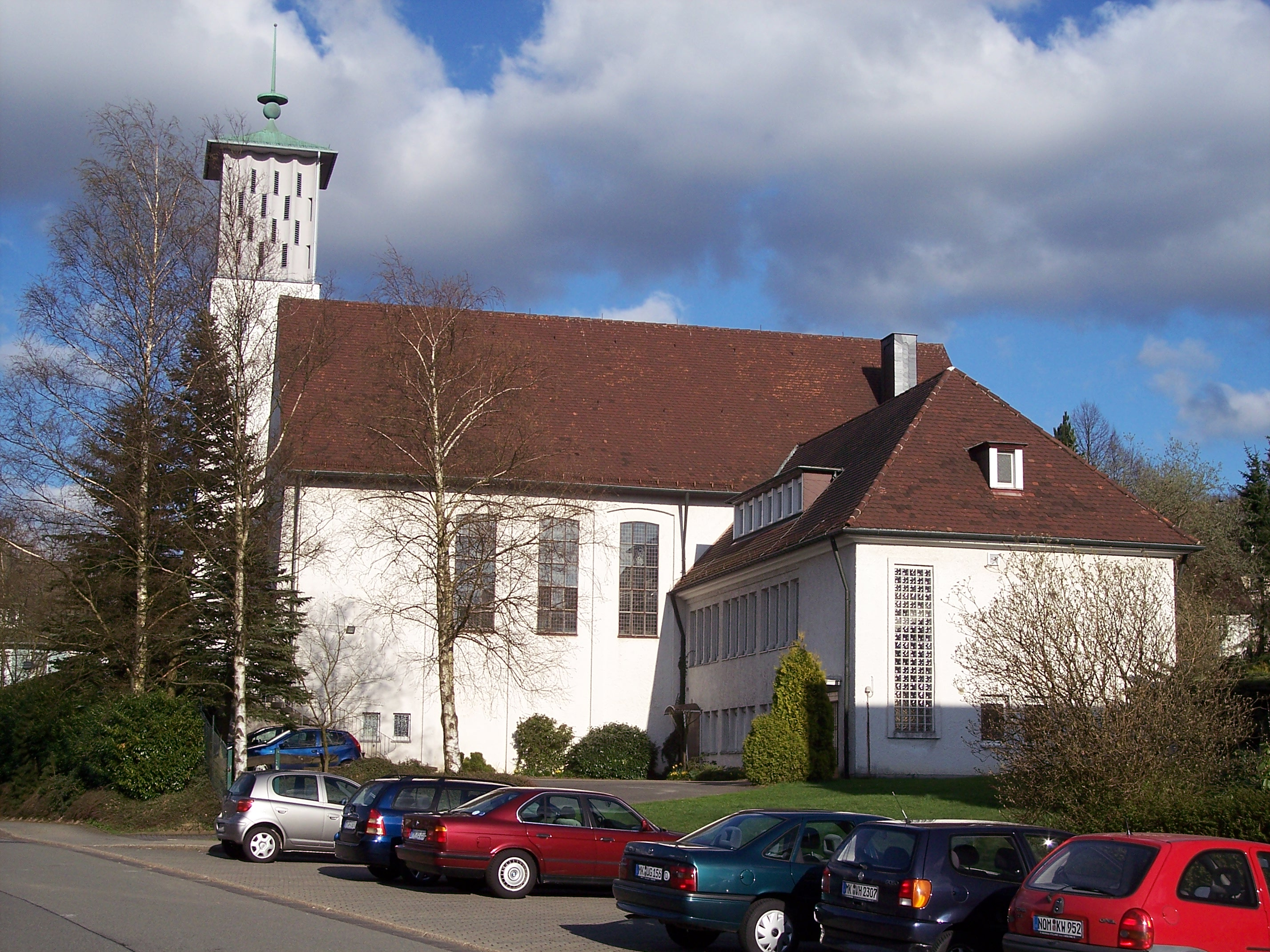
Auferstehungskirche mit Gemeindezentrum von Westen

## Siedlungs- und Infrastruktur
Der Stadtteil Höh ist größtenteils ein reines Wohngebiet, das überwiegend aus Reihen- und Einfamilienhausbebauungen besteht. Lediglich an der Auferstehungskirche und der benachbarten Einmündung der Gneisenaustraße in den Höher Weg wurde in den 1950er Jahren eine bauliche Verdichtung mit einer Mehrfamilienhausbebauung vorgenommen. Hier befindet sich eine kleine terrassierte, heute für Recyclingcontainer genutzte Platzfläche. Sie sollte offenbar mit einem bis in die 1970er Jahre bestehenden, der Nahversorgung dienenden Lebensmittelladen als kleiner Quartiersmittelpunkt dienen. Viele der Häuser wurden in den letzten Jahren wegen ihres Alters saniert, wobei aber etliche bauliche Details, etwa aus den 1950er Jahren, verloren gingen. Wegen der attraktiven, zentralen und doch zugleich ruhigen Lage des Stadtteils entstanden in den 1990er und 2000er Jahren insbesondere am oberen Höher Weg einige neue gehobene Wohngebäude. Zuvor befand sich hier eine Reihe von Schlichtbauten, welche wegen der sozialen Zusammensetzung der Bewohner im Volksmund als "die Kinderreichen" bekannt war.
Auf dem Sportplatz an der Höh werden regelmäßig Sportveranstaltungen durchgeführt. Neben der Anlage gibt es auch eine heute als Skaterhalle genutzte ehemalige Turnhalle.
Architektonischer Mittelpunkt des Stadtteils Höh ist die evangelische Auferstehungskirche. Unmittelbar benachbart wurden an der Bonhoefferstraße das evangelische Dietrich Bonhoeffer-Altenzentrum mit Altenpflegeheim, sowie die Schule an der Höh, eine Förderschule, angesiedelt. Der Träger der Schule an der Höh ist der Märkische Kreis. Der Förderschwerpunkt liegt bei dieser Schule bei der geistigen Entwicklung.
In der Bonhoefferstr. 15 gibt es zudem das Fachseminar für Altenpflege des Ev. Pertheswerkes e. V.
Im Mai 2012 wurde durch das Perthes-Werk bekannt gegeben, dass das Dietrich-Bonhoeffer-Altenzentrum vergrößert werden soll. Geplant sei am Bonhoeffer-Zentrum ein Anbau an das Haupthaus in gleicher Höhe. Es sollen fünf Etagen mit 55 Einzelzimmern und fünf Tagesräumen entstehen. Damit soll ein Einzelzimmeranteil in Höhe von 80 Prozent erreicht werden. Im Zuge des Anbaus soll die Einrichtung außerdem einen Sinnesgarten für „Menschen mit eingeschränkter Alltagskompetenz“ erhalten. Die Baumaßnahmen sollen im Jahr 2013 abgeschlossen sein.
An der auf dem Höhensattel Höh gelegenen Einmündung der Paulmannshöher Straße in die Herscheider Landstraße wurde etwa in den 1960er Jahren ein größeres, den Stadteingang markierendes Gebäude mit vorgelagerter Tankstelle und lange Zeit einer Filiale der Deutschen Bundespost errichtet. Auf der benachbarten Fläche eines ehemaligen Industriebetriebes haben sich vor einigen Jahren eine Discounterkette, eine Bäckerei, ein Sonnenstudio und einige Arztpraxen sowie Büros in den umliegenden Gebäuden niedergelassen. Dies mag durch die Nähe der Kliniken im östlich benachbarten Hellersen bedingt sein. Das frühere Kleinzentrum an der Einmündung der Schlachthausstraße in die Herscheider Landstraße hat sich allerdings in etwa zeitgleich endgültig aufgelöst.
Im nordwestlich des Stadtteils gelegenen Bräucken, einem verkehrswichtigen Höhensattel, kreuzen sich die durch die angrenzenden Täler verlaufende Bundesstraße 229 und die Hauptverbindung von der Innenstadt zur Autobahnanschlussstelle 15 Lüdenscheid-Süd der Bundesautobahn 45. Das Umfeld der stark befahrenen Kreuzung bildet hinsichtlich der Einzelhandelsstruktur ein Unterzentrum.
Es existiert eine Stadtteilgruppe Wefelshohl / Kalve / Höh, die sich regelmäßig trifft, um Probleme und Veranstaltungen in den drei Stadtteilen besprechen zu können.

## Sehenswertes
Die Auferstehungskirche ist ein qualitätvolles Beispiel für Sakralarchitektur der 1950er Jahre. Vom ehemaligen Ausstellungsgelände der „IKA“ (Internationale Kunststoffhausausstellung Lüdenscheid 1971–1975) auf der Höh bietet sich ein hervorragender Rundblick über das Lüdenscheider Stadtgebiet, von der südlichen Bergseite bis zur Homert und zum Hauptkamm des Ebbegebirges. Auf der Kuppe der Höh beginnt mit ausgedehnten Waldgebieten der durch zahlreiche Wanderwege erschlossene Außenbereich des Lüdenscheider Südens. Durch den sogenannten Räther Siepen ist Schloss Neuenhof in knapp dreißig Minuten zu Fuß erreichbar.

## Verkehrsanbindung

### Bahnverkehr
Die nächstliegenden Bahnhöfe sind der Bahnhof Lüdenscheid und der Bahnhof Brügge (Westfalen). Beide sind per Auto oder Bus in wenigen Fahrminuten gut erreichbar. 

### Busverkehr
Die Anbindung des Stadtteils an den Öffentlichen Personennahverkehr erfolgt vor allem durch die Buslinien 42, 51, 52, 54, 252 (Wanderbuslinie an Sonntagen), 254 (Schulbuslinie) und N7 (Nachtbuslinie) der Märkischen Verkehrsgesellschaft (MVG). An der nordöstlich gelegenen Hauptverkehrskreuzung befindet sich außerdem die Bushaltestelle „Bräucken“, die ein Knotenpunkt zahlreicher innerstädtischer und regionaler Buslinien der Märkischen Verkehrsgesellschaft (MVG) ist.
Weitere wichtige Bushaltestellen des Stadtteils sind: „An der Mehr“, „Schlachthausstraße“, „Höh (Abzw. Klinikum)“, „Gneisenaustraße“, „Höher Weg“ und „Bonhoeffer-Zentrum“.

### Straßenverkehr
Die Anbindung an das Bundesautobahnnetz erfolgt über die nahegelegenen Abfahrten Nr. 14 Lüdenscheid und Nr. 15 Lüdenscheid-Süd der A 45. Diese führt Richtung Norden nach Hagen und Dortmund sowie in Richtung Süden nach Siegen, Wetzlar, Gießen und Frankfurt am Main. Eine weitere Anschlussstelle ist die Abfahrt Nr. 13 Lüdenscheid-Nord der A 45. Auch die B 229 liegt direkt unterhalb der Höh und ist innerhalb weniger Fahrminuten gut erreichbar.